# باسلت-اولرز
باسلت-اولرز (به فرانسوی: Bassoles-Aulers) یک کمون در فرانسه است که در ان (ا-دو-فرانس) واقع شده‌است. باسلت-اولرز ۷٫۰۳ کیلومتر مربع مساحت دارد ۱۰۰ متر بالاتر از سطح دریا واقع شده‌است.